# Badanie omnibusowe
Badanie omnibusowe – badanie wielotematyczne służące do badania rynku. Testuje reprezentatywne próby populacji w regularnych odstępach czasu. 
Zaletą tej metody jest możliwość połączenia w jednym badaniu indywidualnych kwestionariuszy dotyczących klientów reprezentujących różne sektory gospodarki. Badanie jest przeprowadzane na dużej próbie, jego wyniki są wiarygodne, gwarantują jakość, a jednocześnie jest zazwyczaj bardziej przystępne cenowo niż badanie realizowane ad hoc.